# Jaćmierz
Jaćmierz este o arie protejată (sit de importanță comunitară — SCI) din Polonia întinsă pe o suprafață de 174,45 ha, integral pe uscat.

## Localizare
Centrul sitului Jaćmierz este situat la coordonatele 49°36′48″N 21°59′29″E / 49.6133°N 21.9913°E.

## Înființare
Situl Jaćmierz a fost declarat sit de importanță comunitară în octombrie 2009 pentru a proteja 3 specii de animale.

## Biodiversitate
Situată în ecoregiunea continentală, aria protejată conține 1 habitat natural: Fânețe de joasă altitudine (Alopecurus pratensis, Sanguisorba officinalis).
La baza desemnării sitului se află mai multe specii protejate de  nevertebrate (3): fluturele purpuriu (Lycaena dispar), Phengaris nausithous, Phengaris teleius.
Pe lângă speciile protejate, pe teritoriul sitului au mai fost identificate 2 specii de plante.